# Forestburg
Forestburg är en ort i Kanada.   Den ligger i provinsen Alberta, i den centrala delen av landet, 2 700 km väster om huvudstaden Ottawa. Forestburg ligger 714 meter över havet och antalet invånare är 831.
Terrängen runt Forestburg är mycket platt. Runt Forestburg är det ganska glesbefolkat, med 34 invånare per kvadratkilometer.. Forestburg är det största samhället i trakten.
Trakten runt Forestburg består till största delen av jordbruksmark.